# Audi RS 3 LMS
L'Audi RS 3 LMS est une voiture de course de la catégorie TCR basée sur le modèle relifté de la berline Audi A3/Audi RS 3. Les ventes ont commencé fin 2016. Auparavant, le véhicule était utilisé au VLN par Phoenix Racing à des fins de test et d'essai. L'Audi RS 3 LMS est le premier modèle d’Audi Sport pour le TCR. Le moteur de l'Audi RS 3 LMS est le même que celui de la Seat Leon TCR et de la Volkswagen Golf GTI TCR.

## Technologie
Avec ses ailes évasées, son séparateur avant embouti, une grande sortie d'air sur le capot et son aileron arrière suspendu par le haut, l'Audi RS 3 LMS fait penser à une voiture de course DTM du début du siècle, mais avec une plus grande proximité avec le véhicule de série : la carrosserie en acier est presque inchangée par rapport à celle du véhicule de série.
Pour la course, la carrosserie produite à l'usine de Győr a été allégée, renforcée à certains endroits et équipée d'une cellule de sécurité en tube d'acier, qui offre une meilleure sécurité au pilote. Le moteur quatre cylindres TFSI de deux litres est également presque inchangé par rapport à celui du véhicule de série. En version TCR, il délivre 243 kW (330 ch). L'Audi RS 3 LMS accélère de 0 à 100 km/h en environ 4,5 secondes et atteint une vitesse de pointe d'environ 240 km/h. Comme l'exige la réglementation, le véhicule est à traction avant.
Les roues avant sont suspendues sur des jambes de force MacPherson et des triangles, et l'Audi RS 3 LMS a un essieu multibras à l'arrière. La hauteur, la voie et le carrossage du véhicule sont réglables en continu, les stabilisateurs sur les essieux avant et arrière sont réglables en trois étapes. La transmission séquentielle de course à six rapports de l'Audi RS 3 LMS a déjà été utilisée dans d'autres voitures de course du groupe, tout comme le différentiel à blocage multidisque. Pour limiter les coûts, les aides à la conduite sont interdites en catégorie TCR. C'est pourquoi l'Audi RS 3 LMS n'a ni système anti-blocage des roues (ABS), ni antipatinage (ASR) ni différentiel actif.
Au cours du développement, Audi a accordé une importance particulière à la sécurité. Le pack de sécurité comprend un réservoir de sécurité conforme à la réglementation de la FIA, une cellule de sécurité prévue pour la course, un siège de sécurité PS3, filets de sécurité FIA des deux côtés du siège et une trappe de sauvetage dans le toit, analogue à celle de l'Audi R8 LMS.

## Courses

### TCR International Series 2017
10 week-ends de course
| Nr. | Équipe                       | Véhicule      | Pneus | Pilote                     | Tours | Classement | Points |
| --- | ---------------------------- | ------------- | ----- | -------------------------- | ----- | ---------- | ------ |
| 1   | Belgique Comtoyou Racing     | Audi RS 3 LMS | M     | Suisse Stefano Comini      | Alle  | 3          | 196    |
| 6   | Belgique Comtoyou Racing     | Audi RS 3 LMS | M     | Belgique Frédéric Vervisch | 3-10  | 10         | 84     |
| 81  | Chine ZZZ Team               | Audi RS 3 LMS | M     | Chine Zhendong Zhang       | 9     | 27         | 10     |
| 31  | Serbie ASK Vesnić            | Audi RS 3 LMS | M     | Serbie Milovan Vesnić      | 5-6   | –          | 0      |
| 36  | Italie Pit Lane Competizioni | Audi RS 3 LMS | M     | Italie Enrico Bettera      | 5     | –          | 0      |
| 71  | Chine ZZZ Team               | Audi RS 3 LMS | M     | Chine Tengyi Jiang         | 9     | –          | 0      |

### TCR Trophy Europe 2017
1 week-end de course
| Nr. | Équipe               | Véhicule            | Pneus | Pilote                  | Tours (course 1) | Tours (course 2) | Classement | Points |
| --- | -------------------- | ------------------- | ----- | ----------------------- | ---------------- | ---------------- | ---------- | ------ |
| 10  | Finlande LMS Racing  | Audi RS 3 LMS       | Y     | Finlande Antti Buri     | 5                | Ausgefallen      | 7          | 17     |
| 44  | Bulgarie Kraf Racing | Audi RS 3 LMS       | Y     | Bulgarie Plamen Kralev  | 12               | 17               | 11         | 5      |
| 54  | Wildcard             | Audi RS 3 LMS (DSG) | Y     | Italie Ermanno Dionisio | 11               | 12               | 18         | 1      |

### FIA ETCC 2017
6 week-ends de course
| Nr. | Équipe               | Véhicule      | Pneus | Pilote                 | Tours | Classement | Points |
| --- | -------------------- | ------------- | ----- | ---------------------- | ----- | ---------- | ------ |
| 44  | Bulgarie Kraf Racing | Audi RS 3 LMS | Y     | Bulgarie Plamen Kralev | Alle  | 7          | 25     |
| 32  | Serbie ASK GM Racing | Audi RS 3 LMS | Y     | Serbie Rudolf Pešović  | 2, 5  | 15         | 5      |

### ADAC TCR Germany 2017
7 week-ends de course
| Nr. | Équipe                               | Véhicule      | Pneus | Pilote                               | Tours    | Classement | Points |
| --- | ------------------------------------ | ------------- | ----- | ------------------------------------ | -------- | ---------- | ------ |
| 18  | Allemagne AC 1927 Mayen e.V. im ADAC | Audi RS 3 LMS | H     | Afrique du Sud Sheldon van der Linde | Alle     | 3          | 315    |
| 14  | Allemagne Racing One                 | Audi RS 3 LMS | H     | Pays-Bas Niels Langeveld             | Alle     | 5          | 276    |
| 10  | Finlande LMS Racing                  | Audi RS 3 LMS | H     | Finlande Antti Buri                  | 1-2, 4-7 | 8          | 202    |
| 19  | Allemagne AC 1927 Mayen e.V. im ADAC | Audi RS 3 LMS | H     | Autriche Max Hofer                   | Alle     | 11         | 177    |
| 44  | Allemagne Aust Motorsport            | Audi RS 3 LMS | H     | Allemagne Sandro Kaibach             | Alle     | 13         | 168    |
| 99  | Italie Target Competition GER        | Audi RS 3 LMS | H     | Allemagne Tim Zimmermann             | Alle     | 15         | 141    |
| 98  | Italie Target Competition GER        | Audi RS 3 LMS | H     | Allemagne Tom Lautenschlager         | Alle     | 19         | 95     |
| 82  | Allemagne GermanFLAVOURS Racing      | Audi RS 3 LMS | H     | Allemagne Thomas Kramwinkel          | 1-5      | 25         | 35     |
| 54  | Pays-Bas Certainty Racing Team       | Audi RS 3 LMS | H     | Autriche Simon Reicher               | 1-5, 7   | 28         | 28     |
| 3   | Italie Target Competition SWE-POL    | Audi RS 3 LMS | H     | Pologne Gosia Rdest                  | 1-5      | 30         | 26     |
| 24  | Allemagne Aust Motorsport            | Audi RS 3 LMS | H     | Allemagne Robin Brezina              | 1-3      | 32         | 17     |
| 84  | Allemagne Racing One                 | Audi RS 3 LMS | H     | Pays-Bas Maurits Sandberg            | 1-2, 4-7 | 33         | 16     |
| 40  | Pays-Bas Certainty Racing Team       | Audi RS 3 LMS | H     | Pays-Bas Dillon Koster               | 1-5      | 34         | 16     |
| 56  | Pays-Bas Certainty Racing Team       | Audi RS 3 LMS | H     | Pays-Bas Jaap van Lagen              | 7        | 36         | 10     |
| 26  | Allemagne Aust Motorsport            | Audi RS 3 LMS | H     | Allemagne Toni Wolf                  | 5        | 37         | 6      |
| 25  | Allemagne Aust Motorsport            | Audi RS 3 LMS | H     | Pays-Bas Loris Hezemans              | 4        | 38         | 3      |
| 12  | Italie Target Competition SWE-POL    | Audi RS 3 LMS | H     | Suède Simon Larsson                  | Alle     | 40         | 3      |
| 29  | Allemagne Aust Motorsport            | Audi RS 3 LMS | H     | Allemagne Max Hesse                  | 6-7      | 41         | 0      |
| 31  | Allemagne Racing One                 | Audi RS 3 LMS | H     | Pays-Bas Floris Dullaart             | 3        | 42         | 0      |
| 64  | Allemagne GermanFLAVOURS Racing      | Audi RS 3 LMS | H     | Allemagne Sven Markert               | 1-5      | 44         | 0      |